# Jintishi (poëzievorm)
Jintishi (traditioneel Chinees: 近體詩; eenvoudig Chinees: 近体诗; pinyin: jìntǐshī) of gereguleerde poëzievorm is een ontwikkeling in de klassieke Chinese poëzie. Hoewel vaak gezien als een Tang-dynastie innovatie wordt Jintishi ook geassocieerd met Shen Yue (441 - 513), gebaseerd op zijn "Vier tonen en acht gebreken" (四 聲八病) theorie over tonaliteit.
Er zijn drie types: 
- De lüshi met acht regels
- De jueju met vier regels
- De pailu met een onbepaalde lengte en verbonden coupletten

Al deze vormen rijmen op de even regels. Eén rijm wordt door het gehele gedicht gebruikt. Het tonale profiel van het gedicht is gecontroleerd (of gereguleerd). Verder wordt semantisch en tonaal parallellisme vaak bewerkstelligd door zekere interne coupletten. Gedurende de Tang Dynastie droeg het "Shen-Song" team van Shen Quanqi en Song Zhiwen belangrijk bij aan de ontwikkeling van deze klassieke Chinese poëzievorm.

## Formele regels
Jintishi wordt ook wel "Nieuwe stijl poëzie" genoemd in tegenstelling tot gushi of "Oude stijl poëzie". De lüshi, de jeuju en de pailu, als onderdeel van de Jintishi hebben deels dezelfde regels, soms verschillen ze:
- Het aantal regels is vier bij de lüshi, acht bij de jeuju en een groter even aantal voor de pailu.
- In ieder geval bestaat het gedicht uit paren regels die een couplet vormen.
- De regellengte gemeten in lettergrepen of tekens is steeds hetzelfde.
- Meestal is de regellengte vijf of zeven tekens per regel, al komen in sommige gedichten ook zes tekens per regel voor.
- Rijm is verplicht. Soms is het gebaseerd op een wat technisch rijmschema.

De rijm van een gedicht is soms moeilijk te bepalen, vooral bij oude gedichten, uitgesproken in modern Chinees. Overigens kan rijm voorgeschreven zijn in een rijmtabel of rijmwoordenboek in plaats van op de gesproken taal gebaseerd te zijn. Dat kwam al voor tijdens de Tang-dynastie. 
- De eerste regel bepaalt vaak de rijm, al gebeurt dat vaker bij regels met zeven tekens dan met vijf tekens.
- Parallellisme. Dit wil zeggen dat van twee parallelle regels ieder woord in de ene regel moet passen bij ieder woord in de andere regel op dezelfde plaats. Dit passen kan zijn als grammaticale functie, vergelijking of contrast, klank of anders. De mate van parallellisme of overeenkomst kan variëren. En het type van parallellisme is cruciaal voor de betekenis. Bij grammaticaal parallellisme kan het bijvoorbeeld gaan om kleuren, acties, aantallen enzovoorts.
- De cesuur, of pauze tussen twee frases in een bepaalde regel, is een standaard kenmerk in de Jintishi. De belangrijkste regel is dat een cesuur voorafgaat aan de laatste drie lettergrepen van een regel. In een zeven tekens regel is in het algemeen nog een kleinere cesuur na de eerste twee lettergrepen.